# Пущин, Пётр Данилович
Пётр Дани́лович Пу́щин (1759 — после 1800) — российский военный деятель, генерал-майор, шеф Пермского полка.

## Биография
Пётр Данилович Пущин родился в 1759 году. Он принадлежал к дворянству Каменец-Подольской губернии. Зачисленный на службу рядовым во флотский батальон в 1766 году, он в 1782 году отплыл унтер-офицером на корабле «Победоносец» из Кронштадта в Ливорно в составе эскадры Чичагова, посланной крейсировать в Средиземное море для ограждения нейтральной морской торговли от посягательств воюющих, и через два года вернулся в Россию. В чине подпоручика (1786 год, 28 августа) он принял участие в войне со Швецией: в 1788 году проплавал на каиках в финских водах, затем на корабле «Мстислав» был в упорном морском сражении у Гогланда, на 100-пушечном адмиральском корабле «Ростислав» в Ревельском сражении, где это судно разгромило три шведских фрегата (1790 г., 2-го мая) и 22-го июня — в Выборгском заливе при блокаде и преследовании прорвавшегося шведского флота.
В 1794 году, 16-го октября, уже секунд-майором, он был назначен кригс-комиссаром при Кронштадтском порте, а через три года назначен командиром Московского гренадерского полка (1797 г., января 19-го) с чином полковника (6 мая); 26 февраля 1798 года, «за усердие к службе», награжден был 500 душами крестьян, а затем зачислен шефом в Пермский мушкетерский полк (в Орше) и произведен в генерал-майоры (1798 год, 3 мая). Вскоре он выступил в поход против французов в корпусе генерала Римского-Корсакова; 8 августа 1799 года прибыл в Швейцарию, где его полк нес аванпостную службу вдоль правого берега реки Лиммат под начальством генерала Дурасова; в 1-й день Цюрихского боя Пущин прикрывал батарею на берегу во время демонстраций и канонады французов. На обратном пути в Россию, на зимних квартирах в Богемии, он вышел в отставку (3 января 1800 года) и отправился к себе в имение.